# Hanherred og Himmerland forbindes med Aggersund-Broen
Hanherred og Himmerland forbindes med Aggersund-Broen er en dansk dokumentarfilm fra 1942 instrueret af Svend Mikkelsen.

## Handling
Arbejdet med opførelsen af Aggersundbroen påbegyndes i 1939 og bekostes af Aalborg, Hjørring og Thisted Amter. Filmen viser indledningsvis anlægsarbejdet på land og bygning samt nedsætning af sænkekasser. I august 1941 kommer det andet brofag fra Aalborg. 'Brobisserne' arbejder på toppen af buefagene med tipvogne, der kører op af de høje og stejle buekonstruktioner. Broindvielsen finder sted den 18. juni 1942.